# Niemodlin (gmina)
Niemodlin – gmina miejsko-wiejska w województwie opolskim, w powiecie opolskim. W latach 1975–1998 gmina położona była w województwie opolskim.
Siedzibą gminy jest Niemodlin.
Według danych z 31 grudnia 2012: gminę zamieszkiwało 13 335 osób. Natomiast według danych z 31 grudnia 2017 roku gminę zamieszkiwało 13305 osób.

## Miejscowości
W skład gminy wchodzi 27 miejscowości: Brzęczkowice, Lipno,- Gościejowice, Góra, Rogi, Tłustoręby, Wydrowice, Sarny Wielkie, Radoszowice, Piotrowa, Grabin, Roszkowice, Krasna Góra, Gracze, Michałówek, Magnuszowiczki, Magnuszowice, Rutki, Tarnica, Molestowice, Szydłowiec Śląski, Jaczowice, Jakubowice, Sosnówka, Grodziec, Grodziec Drugi, Sady, Rzędziwojowice oraz dwa przysiółki: Mała Góra i Gościejowice Małe.
W 2010 roku wykreślono trzy przysiółki Ligota, Marszów oraz Pielgrzymowice ponieważ zostały one wchłonięte przez większe miejscowości.

## Struktura powierzchni
Według danych z roku 2012 gmina Niemodlin ma obszar 183,22 km², w tym:
- użytki rolne: 60,29%
- użytki leśne: 27,95%
- użytki kopalnie: 0,57%
- grunty pod wodami: 3,86%
- tereny komunikacyjne: 3,05
- tereny osiedlowe: 3,45
- nieużytki: 0,43%
- pozostałe grunty: 0,40%

Gmina stanowi 11,55% powierzchni powiatu.

## Demografia

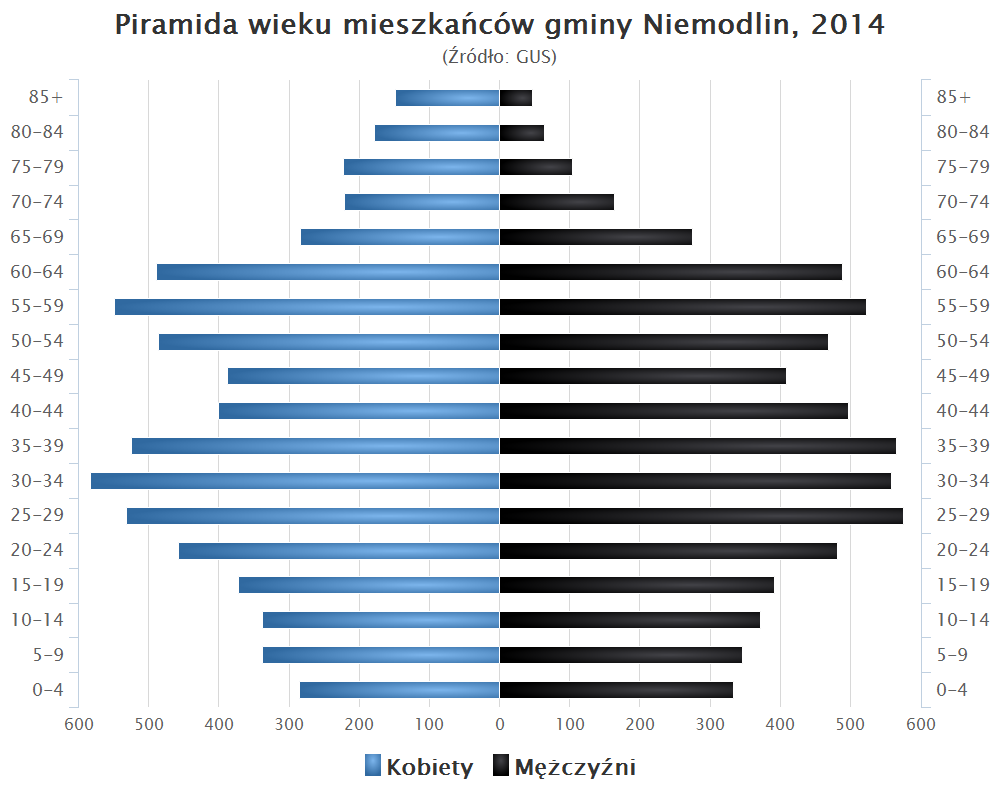
Piramida wieku mieszkańców gminy Niemodlin w 2014 roku

Dane z 30 czerwca 2010:
| Podział wiekowy | Kobiety - wieś | Kobiety - miasto | Mężczyźni - wieś | Mężczyźni - miasto | Razem |
| --------------- | -------------- | ---------------- | ---------------- | ------------------ | ----- |
| 0-6             | 272            | 208              | 268              | 252                | 1000  |
| 7-15            | 443            | 535              | 510              | 546                | 2034  |
| 16-24           | 556            | 615              | 580              | 577                | 2328  |
| 25-35           | 467            | 506              | 551              | 516                | 2040  |
| 36-60 K         | 1006           | 1234             | -                | -                  | 2240  |
| 36-65 M         | -              | -                | 1257             | 1295               | 2552  |
| Razem mężczyźni |                |                  |                  |                    | 6352  |
| Razem kobiety   |                |                  |                  |                    | 5842  |
| Razem           | 244            | 3098             | 3166             | 3186               | 12194 |

## Przyroda
Na terenie gminy, w Szydłowcu Śląskim, rośnie jeden z największych polskich dębów – ponad sześćsetletni Dąb Pücklera, o obwodzie 907 cm oraz wysokości 22 m (dane z 2014 roku). To siódmy najgrubszy polski dąb.

## Sąsiednie gminy
Dąbrowa, Grodków, Lewin Brzeski, Łambinowice, Olszanka, Skoroszyce, Tułowice.